# Cá hồi trắng Alaska
Cá hồi trắng Alaska (danh pháp hai phần: Coregonus nelsonii) là một loài cá thuộc chi Cá hồi trắng trong họ Cá hồi. Đây là loài đặc hữu, nơi nó sinh sống ở một số khu vực Bắc Mỹ nơi nó chỉ xuất hiện ở một số sông lớn và nhỏ và hiếm khi có ở hồ. Loài này có chiều dài tối đa 56,0 xentimét (22,0 in). Cá hồi trắng Alaska là một phần của phức hợp Coregonus clupeaformis (cá hồi trắng hồ)